# Сульфит меди(I)
Сульфит меди(I) — неорганическое соединение,
соль меди и сернистой кислоты с формулой Cu2SO3,
бесцветные кристаллы,
слабо растворяется в воде,
образует кристаллогидраты.

## Физические свойства
Сульфит меди(I) образует бесцветные кристаллы.
Слабо растворяется в воде, 
не растворяется в этаноле и эфире.
Образует кристаллогидраты состава Cu2SO3•n H2O, где n = ½ и 1.